# Arnold Corrodi
Arnold Corrodi (* 12. Januar 1846 in Rom; † 7. Mai 1874 ebenda) war ein Schweizer Maler.

## Leben
Arnold Corrodi wurde 1846 als Sohn des Malers Salomon Corrodi und der Emilie Rüegger in Rom geboren. Eine erste Ausbildung erfolgte durch den Vater. Ab 1860 lebte Corrodi mit seinem Bruder Hermann in Genf, arbeitete im Atelier von Alexandre Calame und wurde von Alfred van Muyden in Malerei unterrichtet. Ab 1866 lebte Corrodi wieder in seiner Geburtsstadt Rom und studierte an der Accademia di San Luca bei Eduardo Rosales. Dort lernte er auch Arnold Böcklin, Hans Makart und Marià Fortuny kennen. Insbesondere Fortuny beeinflusste Corrodi zu seinen romantischen Genrebildern und einer Veduten- und Historienmalerei mit Themen aus dem Mittelalter und der Renaissance.
Im Jahr 1872 reiste er mit seinem Bruder nach Paris, wo er erfolgreich ausstellte. Im Jahr 1873 hielten sie sich auf der Insel Capri und in Wien auf.
Nach dem frühen Tod von Arnold Corrodi im Jahr 1874 lagerte sein künstlerischer Nachlass im Haus des Bruders. Ein Brand, der 1892 das Haus zerstörte, vernichtete auch Corrodis künstlerischen Nachlass.